# Igor Iwanowitsch Fomin
Igor Iwanowitsch Fomin (russisch И́горь Ива́нович Фоми́н; * 21. Januarjul. / 3. Februar 1904greg. in Moskau; † 16. Juni 1989 in Leningrad) war ein sowjetischer Architekt und Hochschullehrer.

## Leben
Igor Fomin, Sohn des Architekten Iwan A. Fomin, begann seine Architektenausbildung 1920 in der Zweiten Petrograder Polytechnischen Hochschule. 1924 nach der Auflösung dieser Polytechnischen Hochschule wechselte er in das Wchutein, die Nachfolgeeinrichtung der Kaiserlichen Kunstakademie, an der A. J. Belogrud, L. N. Benois, I. A. Fomin, W. G. Helfreich, L. W. Rudnew, W. A. Schtschuko und S. S. Serafimow lehrten. Fomins Lehrer waren A. J. Belogrud und W. A. Schtschuko. Fomins Diplomarbeit war ein Kongresszentrum, dessen Qualität von der Prüfungskommission gelobt wurde (1926).

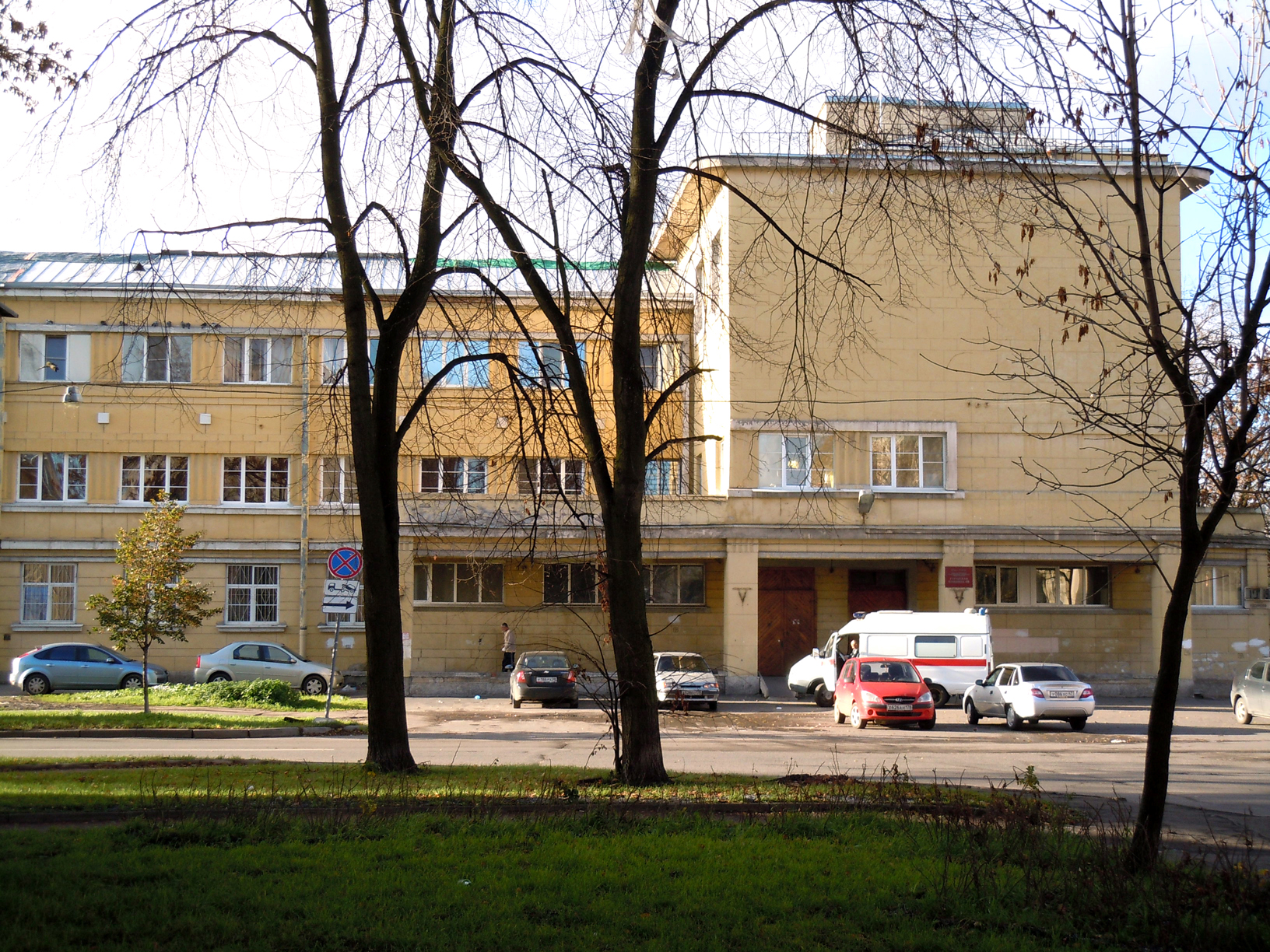
Moskowsko-Narwski-Vorsorgezentrum, Leningrad (1928–1930)

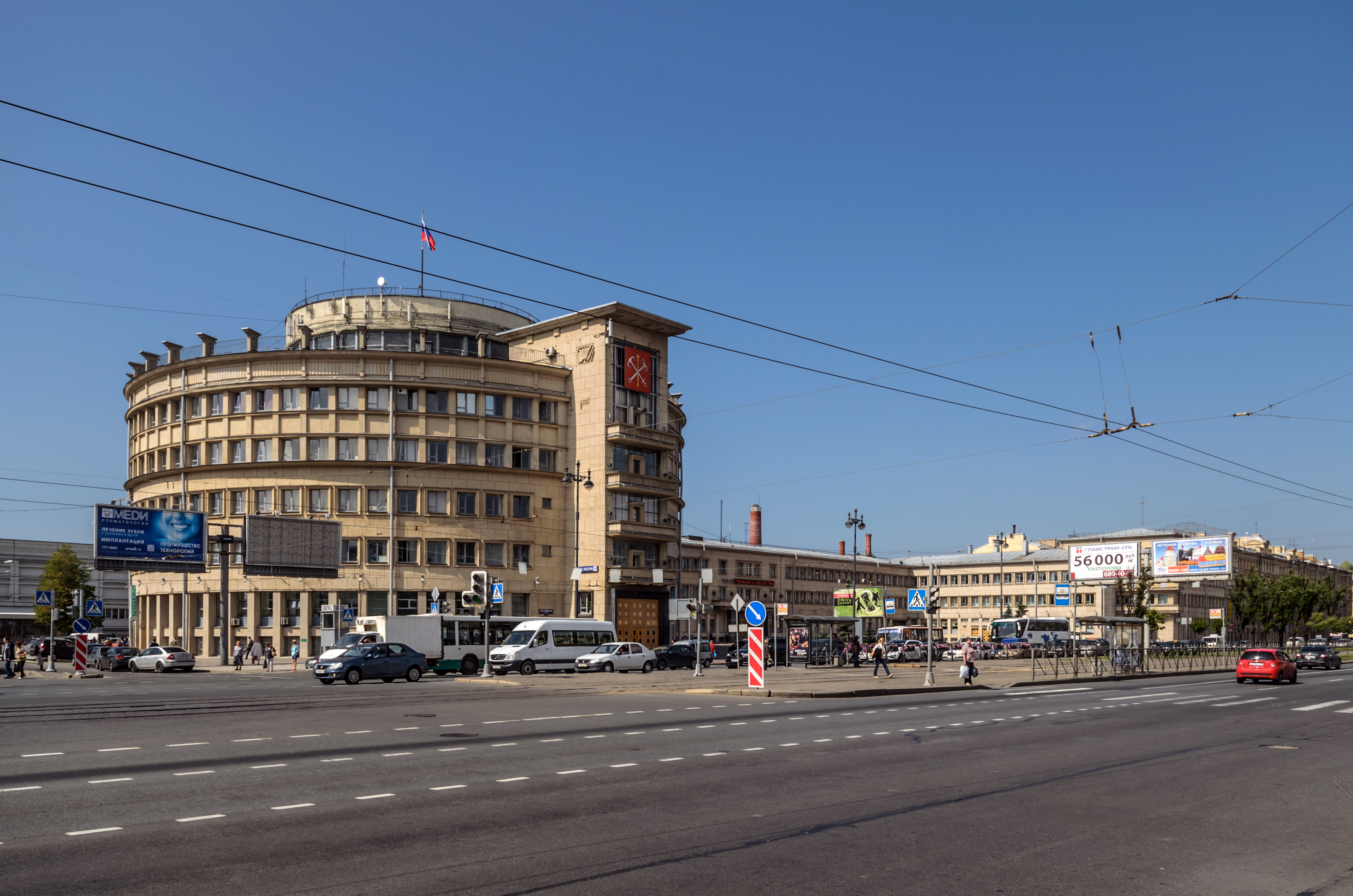
Moskowski-RaiSowjet-Gebäude, Leningrad (1931–1935)

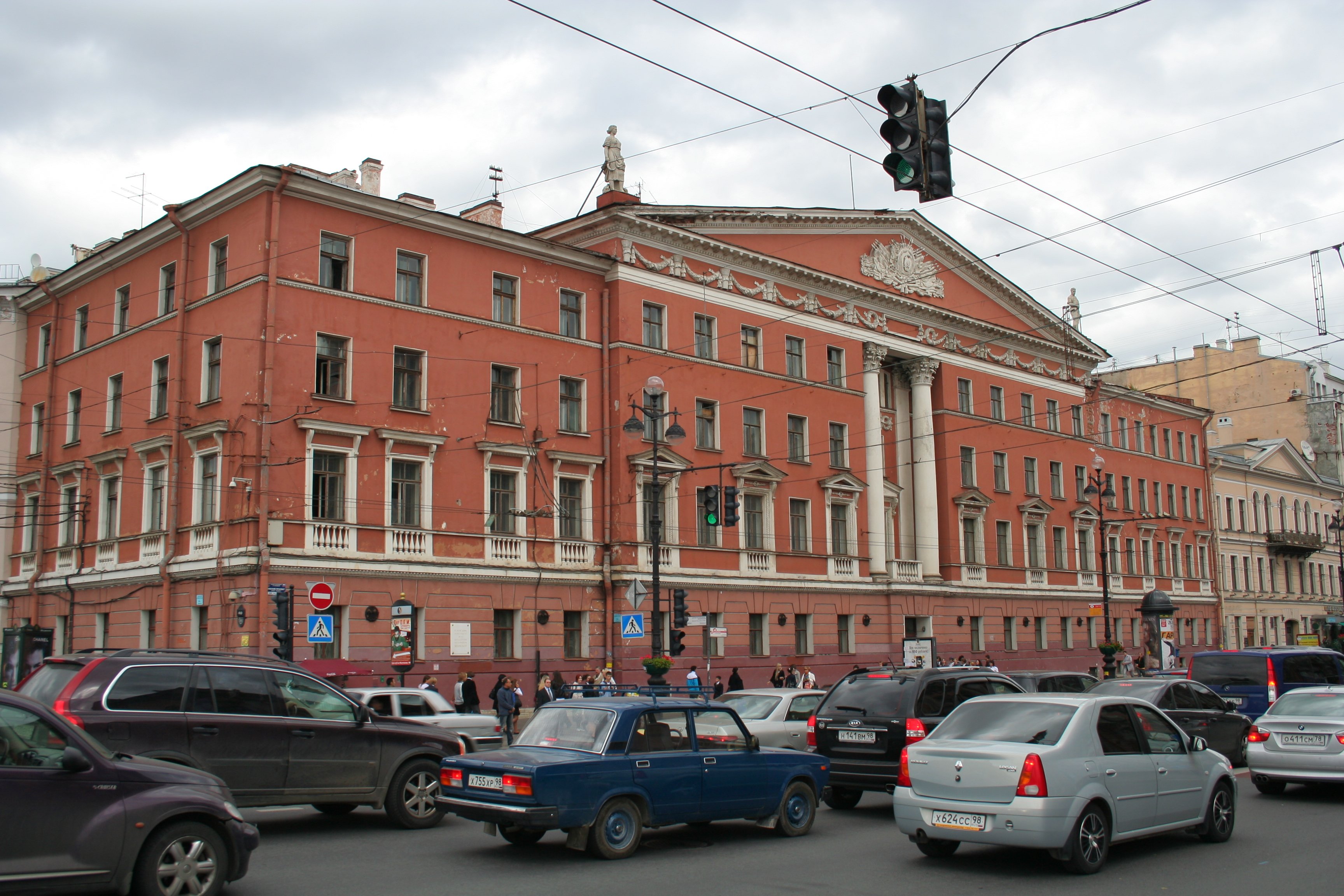
Kuibyschewski-RaiSowjet-Gebäude, Leningrad (1947–1959)

1926 trat Fomin in das Projektierungsinstitut Stroikom (später LenNIIprojekt) ein. 1928–1930 baute Fomin in Leningrad zusammen mit L. W. Rudnew, J. O. Swirski und O. L. Ljalin das Moskowsko-Narwski-Vorsorgezentrum im Stil des Leningrader Konstruktivismus. Eines der letzten und besten Beispiele des Konstruktivismus in Leningrad ist der LenSowjet-Wohnblock an der Nabereschnaja Karpowki (Karpowka-Ufer) Nr. 13 für Führungspersonal der Stadt und Partei, der von Fomin und J. A. Lewinson 1931–1933 realisiert wurde. Der Bau wurde mit komfortablen Wohnungen mit Einbaumöbeln und Bädern, Terrassen, offenen Galerien und einem Solarium auf dem Dach ausgestattet, und es gab einen Kindergarten, eine Wäscherei und einen Einkaufsladen.
1931–1935 schuf Fomin zusammen mit W. G. Daugul das Moskowski-RaiSowjet-Gebäude in Leningrad. Ab 1928 arbeitete er mit J. A. Lewinson beim Bau von repräsentativen neoklassizistischen Gebäuden zusammen. Fomin leitete 1932–1951 – einschließlich der Blockadezeit – das Leningrader Architekturbüro Lenprojekt Nr. 3 (nach dem Deutsch-Sowjetischen Krieg Nr. 5).
Nach dem Krieg baute Fomin mit B. N. Schurawljow das durch Bomben zerstörte  Kuibyschewski-RaiSowjet-Gebäude in Leningrad wieder auf (1947–1959). Ebenfalls mit Schurawljow erstellte er die Leningrader U-Bahn-Station Ploschtschad Wosstanija (1951–1955). 1951–1968 war er der stellvertretende Chefarchitekt der Stadt Leningrad und wirkte an der Gestaltung des Generalbebauungsplans der Stadt Leningrad mit. Er leitete eine Gruppe von Architekten beim Bau des Petrodworez-Campus der Universität Leningrad, wobei er auf Prinzipien des Konstruktivismus zurückgriff.
Fomin war 1934–1940 Dozent an der Ingenieurhochschule für kommunales Bauwesen Leningrad und ab 1940 Dozent an der Russischen Kunstakademie (1943 Habilitation, 1946 Professor). 1948–1982 leitete er den Lehrstuhl für Architektur. Zu seinen Schülern zählte W. N. Schtscherbin.
Fomin war Mitglied der Akademie für Architektur und Bauwesen der UdSSR. Zweimal wurde er in den Leningrader Stadt-Sowjet gewählt (1939 und 1947).
Fomin fand sein Grab auf dem Leningrader Wolkowo-Friedhof.

## Ehrungen
- Verdienter Architekt des Volkes der UdSSR (1971)

## Weblink
- Igor Ivanovič Fomin Architekt (* 1904 † 1989). In: archINFORM; abgerufen am 18. März 2016.